# Krasnodarka, Krasnohvardiiske
Krasnodarka (în ucraineană Краснодарка) este un sat în comuna Oleksandrivka din raionul Krasnohvardiiske, Republica Autonomă Crimeea, Ucraina.

## Demografie
Componența lingvistică a localității Krasnodarka
     Rusă (59,6%)
     Tătară crimeeană (22,73%)
     Ucraineană (11,06%)
     Belarusă (1,08%)
Conform recensământului din 2001, majoritatea populației localității Krasnodarka era vorbitoare de rusă (59,6%), existând în minoritate și vorbitori de tătară crimeeană (22,73%), ucraineană (11,06%) și belarusă (1,08%).